# Minatitlán
Minatitlán é um município do estado de Veracruz, no México. Localizado ao sul do estado as margens do rio Coatzacoalcos, é proeminente pelas atividades de refinação de petróleo, na refinaria Lázaro Cárdenas da Petróleos Mexicanos.